# 352
352 је била преступна година.

## Догађаји
- Википедија:Непознат датум — Алемани и Франци разарају Стразбур.
- Википедија:Непознат датум — Либерије проглашен римским папом, након смрти папе Јулија.
- Википедија:Непознат датум — Клаудије Силван постаје Magister militum

## Смрти
- Википедија:Непознат датум — Св. Јулије I, римски папа